# Fujiwara no Tadataka
Fujiwara no Tadataka (藤原隆忠, [[[1163]]-1245] Erro: {{japonês}}: texto da transliteração contém caractere não latino (pos 17) (ajuda)) , primeiro filho do regente Matsudono Motofusa , foi um nobre do final do período Heian e início do período Kamakura da história do Japão.

## Vida
Em 1174 entrou na corte como Chamberlain durante o reinado do Imperador Takakura, em 1175 foi designado para o Konoefu (Quartel da Guarda do Palácio).
Em 1184 durante o reinado do Imperador Antoku foi promovido a Chūnagon e em 1189 durante o reinado do Imperador Go-Toba foi promovido a Dainagon. Em 1202 já no reinado do Imperador Tsuchimikado foi nomeado Naidaijin, em 1204 foi promovido a Udaijin e em 1207 foi promovido a Sadaijin até 1211 quando foi substituído por Kujō Yoshisuke já no reinado do Imperador Juntoku.
Apesar de ser o primeiro filho, foi tratado como se não fosse, enquanto seu meio-irmão Moroie herdou os cargos linhagem. Por isso, chamava a si mesmo de Daikakuji Sadaijin (大覚寺左大臣), evitando o uso do nome Matsudono. Em 1220, pouco antes da Guerra Jōkyū, se aposentou da política, tornando-se um monge budista.
Nos últimos anos estudiosos suspeitam de que foi realmente o autor do Rokudai Shōjiki (六代勝事記)
| Precedido por Konoe Iezane           | 52º Sadaijin (1207 -1211)  | Sucedido por Kujō Yoshisuke      |
| Precedido por Konoe Iezane           | 79º Udaijin (1204 -1207)   | Sucedido por Kasannoin Tadatsune |
| Precedido por Minamoto no Michichika | 48º Naidaijin (1202 -1204) | Sucedido por Saionji Sanemune    |